# Дегтярёвская улица
Дегтярёвская у́лица (укр. Дегтярі́вська ву́лиця) — улица в Шевченковском районе города Киева, местности Лукьяновка, Сырец, Шулявка. Пролегает от улицы Сечевых Стрельцов до проспекта Победы.
Примыкают Лукьяновская площадь, улицы Дмитриевская, Белорусская, Бердичевская, Митрофана Довнар-Запольского, Семьи Хохловых, Зоологическая, Александра Довженко, Елены Телиги, Василия Макуха, Евгении Мирошниченко, Парково-Сырецкая, Жамбила Жабаева, Шпака и Лагерная.
Дегтярёвская улица соединена путепроводом над проспектом Победы с улицей Николая Василенко.

## История

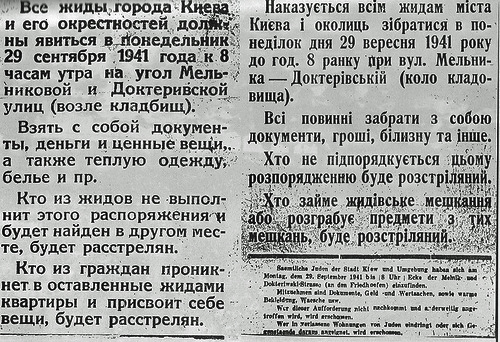
Объявление немецкого командования 1941 года

Улица возникла в XIX столетии вдоль Старой Житомирской дороги. Имела название Старожитомирское шоссе (упомянуто в 1865 году). Позднее это название употреблялось для обозначения «дальнего» отрезка Дегтярёвской улицы — от Зоологической улицы до проспекта Победы (присоединён к Дегтярёвской в 1968 году). В 1908—1939 годах и с 1992 года имеет современное название — от фамилии Киевского купца М. П. Дегтерёва, на средства которого в начале XX столетия поблизости от Лукьяновской площади была построена Дегтярёвская богадельня. В 1939 году Дегтярёвскую улицу переименовали в улицу Красных командиров. Осенью 1941 года на данную улицы было приказано явится евреям Киева, откуда их гнали убивать в Бабий Яр. В 1944—1992 годах носила имя советского военного деятеля Пархоменко Александра Яковлевича (1886—1921).

## Учреждения
- Государственная таможенная служба Украины (дом № 11-Г)
- Служба по делам несовершеннолетних (дом № 3-А)
- Следственный изолятор № 13, бывшая Лукьяновская тюрьма (дом № 13)
- Департамент государственного регулирования операций с драгоценными металлами и драгоценными камнями Министерства финансов Украины (дом № 38-44)
- Департамент снабжения материальных ресурсов Министерства обороны Украины (дом № 28-А)
- Общежитие Киевского национального экономического университета (дом № 49 и № 49-А)
- Институт газа НАН Украины (дом № 39)
- Институт нефрологии АМН Украины (дом № 17-В)
- Инфекционная клиническая городская детская больница (дом № 23)
- Международный институт бизнеса (дом № 51)
- Центральный ремонтный завод средств связи (дом № 13/24)
- Библиотека им. Чернышевского Шевченковского района (дом № 3/32)
- Исламский культурный центр (дом № 25-А)
- Мечеть Ассоциации общественных организаций «Аль-Раид» Архивная копия от 24 декабря 2015 на Wayback Machine (дом № 25-А)

## Памятники истории и архитектуры

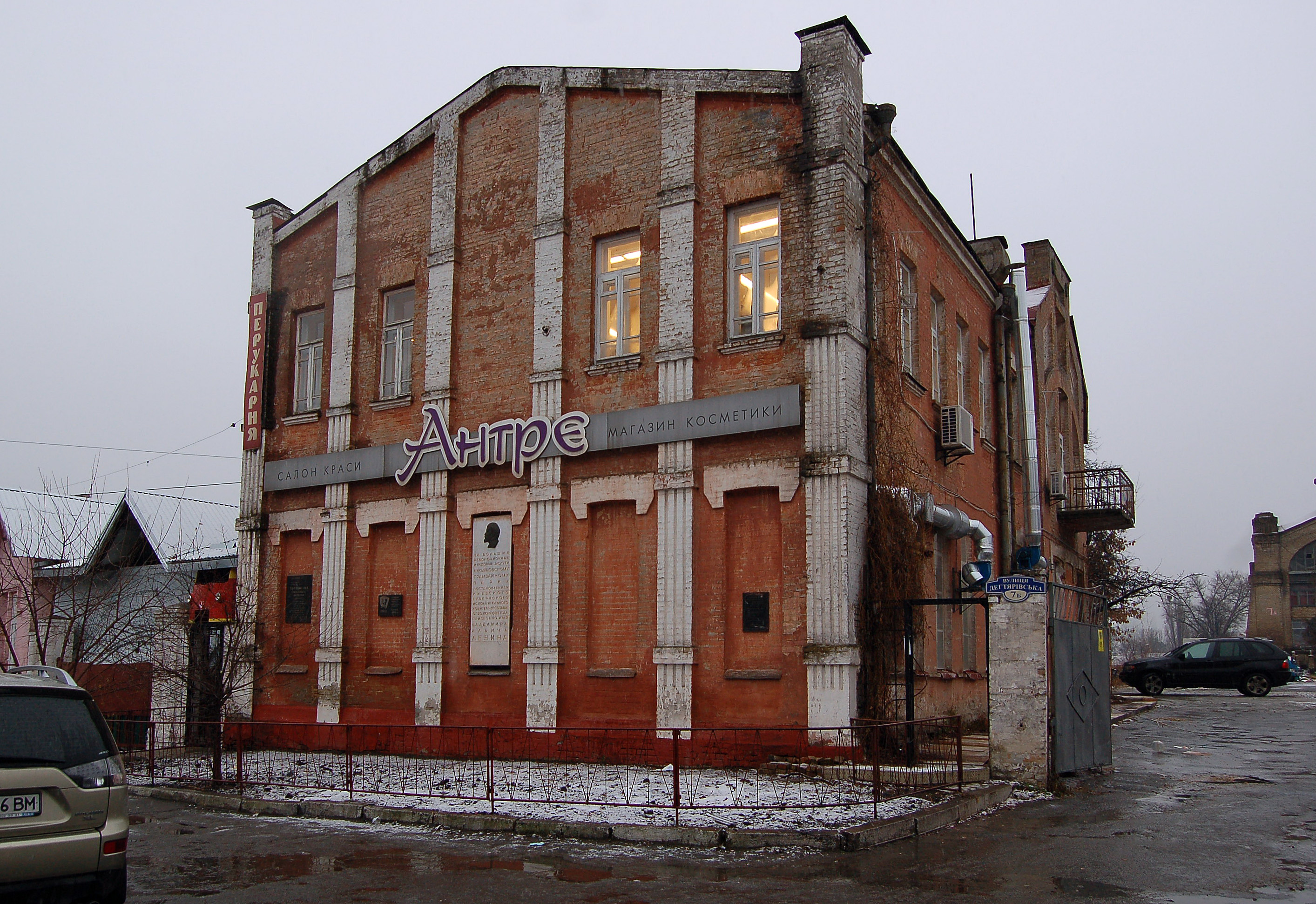
Бывшее лукьяновское депо

- Здание № 5 — Народный дом, позднее — Клуб работников трамвайного депо. Возведённый в 1902—1903 годах архитектором Михаилом Артыновым в русском стиле. Народный дом создавался как клуб для работников, в нём проводилась просветительская работа, устраивались концерты и лекции, были чайная и библиотека. После революции 1917 года в здании находился Клуб трамвайщиков.
- Здание № 7 — Лукьяновское трамвайное депо, ныне ликвидировано. Сохранились сооружения 1891—1910-х годов — административное здание и электростанция.
- Здание № 13 — Лукьяновский тюремный замок, сооружённый в 1850—60-х годах. Ныне следственный изолятор.
- Здание № 19 — комплекс сооружений бывшего Дегтярёвского приюта (около 10 сооружений), возведены в начале XX века.

## Памятники и мемориальные доски
- Памятник работникам трамвайного депо, которые погибли в Великой Отечественной войне
- мемориальная доска Доброхотову Николаю Николаевичу (дом № 39); бронза, барельефный портрет; скульптор И. П. Кавалеридзе, архитектор Р. П. Быкова. Открытие — 15 октября 1968 года.
- мемориальная доска Копытову Виктору Филимоновичу (дом № 39)
- мемориальная доска Якубовскому Ивану Игнатьевичу (дом № 19)
- мемориальная доска «Воинам-танкистам Великой Отечественной войны» (дом № 19); бронза; барельеф; скульптор А. Харечко, архитектор А. Ф. Игнащенко. Открыта в 1978 году.

## Выдающиеся личности, связанные с Дегтярёвской улицей
В 1881 году революционерка-народница София Богомолец, пребывая в Лукьяновской тюрьме, родила сына — Александра Богомольца, будущего учёного, президента Академии наук УССР. В 1918 году в Дегтярёвской богадельне умер писатель Иван Нечуй-Левицкий. В доме № 58 проживал и был убит 16 апреля 2015 года украинский писатель, журналист и телеведущий Олесь Бузина.